# Lobocraspeda
Lobocraspeda là một chi bướm đêm thuộc họ Geometridae.